# Tom Jager
Pour les articles homonymes, voir De Jager ou De Jaeger et Jager.
Thomas ("Tom") Michael Jager est un nageur américain né le 6 octobre 1964.
Il a détenu un record du monde du 50 m nage libre grand bassin le 24 mars 1990 et remporté quatre médailles, dont deux en or, en trois olympiades.

## Palmarès

### Jeux olympiques d'été
- Jeux olympiques d'été de 1988 à Séoul (Corée du Sud)
  -  médaille d'or au relais 4 × 100 m nage libre
  -  médaille d'argent sur 50 m nage libre
- Jeux olympiques d'été de 1992 à Barcelone (Espagne)
  -  médaille d'or au relais 4 × 100 m nage libre
  -  médaille de bronze sur 50 m nage libre

### Championnats du monde de natation
- Championnats du monde de natation 1986 à Madrid (Espagne)
  -  médaille d'or sur 50 m nage libre
  -  médaille d'or au relais 4 × 100 m nage libre
  -  médaille de bronze sur 100 m nage libre
- Championnats du monde de natation 1991 à Perth (Australie)
  -  médaille d'or sur 50 m nage libre
  -  médaille d'or au relais 4 × 100 m nage libre